# 신주원부인
신주원부인 강씨(信州院夫人 康氏, 생몰년 미상)는 고려의 초대 왕 태조 왕건의 제22비이다. 본관은 신주로 아찬 강기주의 딸이다.

## 생애
황해도 신주(지금의 황해남도 신천군) 출신이며, 아버지는 아찬을 지낸 강기주이다.
신주원부인은 남편 태조와의 사이에서 아들 하나를 낳았으나 요절하고 말았다. 그래서 신명순성왕후 소생의 아들 하나를 양아들로 삼았는데, 그 양아들이 훗날의 광종이다. 훗날 광종은 태조와 신정왕후 소생인 황주 출신의 대목왕후와 결혼한다. 이에 대해 상대적으로 황주와 위치가 가까웠던 신주 출신의 그녀가 혼인에 여러 도움을 주었을 것이며, 나아가 이 지역이 광종의 즉위 기반이 되었을 것이라는 견해가 있다.
호는 신주원부인(信州院夫人)이다. 생몰년이나 능에 대한 기록은 남아있는 것이 없어 알 수 없다.

## 가족 관계
- 아버지 : 아찬 강기주(阿飡 康起珠)
- 어머니 : 미상
  - 남편 : 제1대 태조(太祖, 877~943, 재위:918~943)
    - 아들 : 이름 미상, 요절
    - 양자 : 제4대 광종(光宗, 925~975, 재위:949~975)